# Ben Yauad
Ben Yauad (en árabe: جواد. بن, Bin Gawad), también conocida también como Bin Jawad, Quwad Bi , Qaryat Wadi Bin Quwwad o Qaryat Wādī Bin Quwwād, es una localidad con 9.675 habitantes en el Distrito de Sirte en Libia.
Se encuentra aproximadamente a mitad de camino entre Bengasi y Misurata.
- Datos: Q117564